# مقاطعة إلك (كانساس)
مقاطعة إلك (بالإنجليزية: Elk County)‏ هي إحدى المقاطعات في ولاية كانساس، الولايات المتحدة الأمريكية.